# Werner Heisenberg
Werner Karl Heisenberg (Würzburg, 1901. december 5. – München, 1976. február 1.) Nobel-díjas német fizikus, a kvantummechanika egyik megalapítója. Heisenberg vezette a háborús Németország nukleárisenergia-programját, szerepe máig vitatott. A Heisenberg által bevezetett határozatlansági reláció forradalmi fordulatot hozott a kvantummechanika fejlődésében, hatása a modern fizikára Albert Einstein relativitáselméletéével vetekszik.

## Családja
1901-ben született Würzburgban August Heisenberg gimnáziumi tanár, híres bizantinológus, és felesége, Annie Wecklein gyermekeként. Apja 1909-ben a müncheni egyetemen a közép- és újgörög nyelv egyetemi tanára lett. Heisenberg Münchenben járt iskolába és itt érettségizett 1920-ban. Ezután egyetemi tanulmányokat folytatott, elméleti fizikát tanult Arnold Sommerfeld alatt, és nála szerzett doktori fokozatot 1923-ban.
1937. április 29-én Berlinben feleségül vette Elisabeth Schumachert. Hét gyermekük született.

## Kvantummechanika

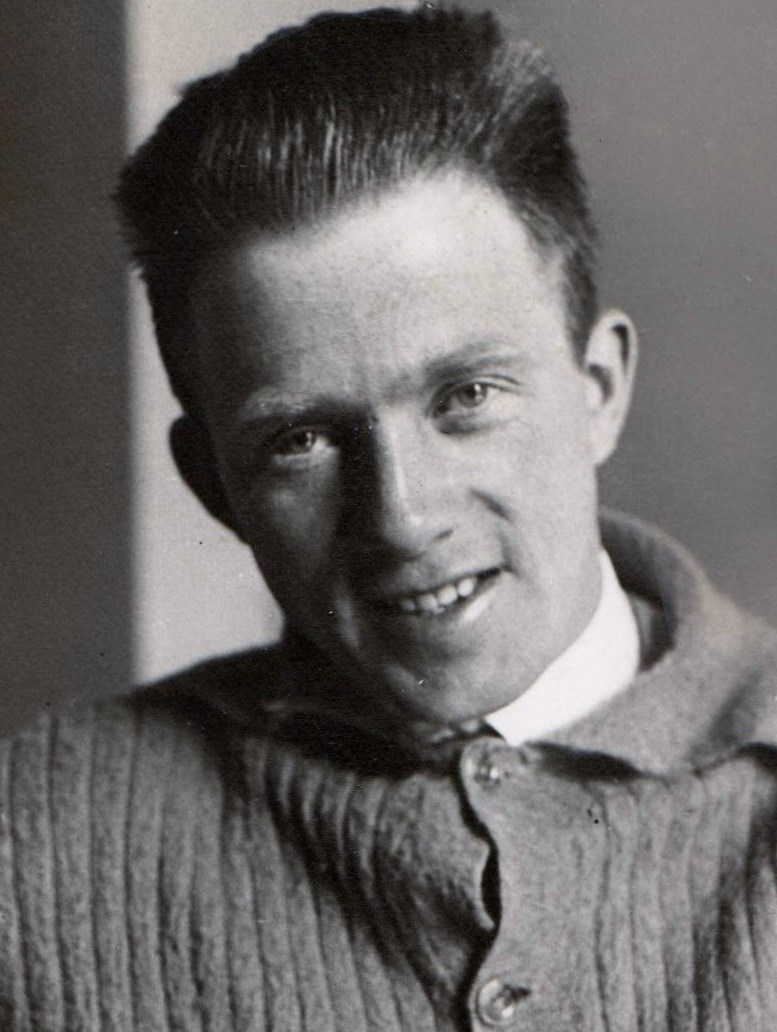
Heisenberg (1926)

Mint diák 1922-ben találkozott Niels Bohrral Göttingenben. Kettejük között gyümölcsöző kapcsolat alakult ki. 1923-ban Göttingenbe ment, ahol Max Born mellett tanársegéd lett. 1924-ben habilitálták magántanárrá. 1924-1925-ben ösztöndíjasként, majd 1926-ban asszisztensként Koppenhágában dolgozott Niels Bohr mellett.
1925-ben fejlesztette ki a mátrixmechanikát, a kvantummechanika első egzakt megfogalmazását. A következő évben jelentkezett Erwin Schrödinger a hullámmechanikával, aki azt is megmutatta, hogy a két megfogalmazás ekvivalens. Heisenberg 1927-ben fedezte fel a határozatlansági relációt, ami szerint kanonikus konjugált mennyiségek egyszerre való pontos mérése elvi akadályba ütközik. Bohrral együttműködve fogalmazta meg a kvantummechanika koppenhágai interpretációját.
1927-1941-ig a lipcsei egyetem fizikaprofesszora és az Elméleti Fizika Intézet igazgatója volt. 1928-ban doktori témavezetője lett az akkor odaérkező Teller Edének, aki 1930-ban doktorált. 1932-ben Heisenberg megkapta a fizikai Nobel-díjat „a kvantummechanika létrehozásáért, aminek alkalmazása többek között a hidrogén allotrop formáinak felfedezéséhez vezetett”.
A náci rezsim korai időszakában Heisenberget mint "fehér zsidót" zaklatták, amiért Albert Einstein elméletét oktatta a nácik által szentesített német fizika mozgalommal szemben. Egy Heisenberg által kezdeményezett átvilágítás után Heinrich Himmler, az SS vezetője 1938-ban megtiltott minden további zaklatást. Heisenberg levelét anyja adta át Himmler anyjának, akinek régi ismerőse volt, miután Heisenberg anyai nagyapja és Himmler apja korábban egy gimnáziumban tanítottak.
1941–1945-ig a Berlini Egyetem, 1945–1955-ig a Göttingeni Egyetem, 1956-tól a müncheni Lajos–Miksa Egyetem elméleti fizika professzora, 1947-től a Max Planck Intézet igazgatója volt.

## Háború alatti munkája

### Munkája és kételyei
Az atommaghasadást Németországban fedezték fel 1939-ben. Heisenberg másoktól eltérően, akik elmenekültek, Németországban maradt a második világháború idején, így részt vett a németek kutatóprogramjaiban.
Egy Walther Bothe vezette munkacsoportban dolgozott a németek számos atomfegyver/atomenergia programjának egyikén. Hozzájárulásának mértéke a háború után nagy vitákat gerjesztett. A fenntartható atommaghasadás módozatain és egy plutóniumreaktor kidolgozásán dolgozott, amelyet a Hechingeni barlangban szándékoztak felállítani. Egy másik, Kurt Diebner vezette kutatócsoport, köztük Paul Harteck, az urán dúsításán és urán alapú atombomba kifejlesztésén dolgozott. Egyik program sem vezetett eredményre.
A háború után Heisenberget és más német fizikusokat a britek Farm Hallba vitték, ahol beszélgetéseiket lehallgatták. A jegyzőkönyvekből az tűnik ki, hogy Heisenberg félrekalkulálhatta az atombomba létrehozásához szükséges urán kritikus tömegét; nem vette figyelembe a kibocsátott lassú neutronok „részegember” kilengéseit, ezért azt hihette, a szükséges urántömeg túl nagy egy célba juttatható bomba létrehozásához. Amikor Heisenberg a hirosimai atombomba felrobbantásáról értesült, a jegyzőkönyvek szerint először meg volt győződve arról, hogy ez csak propagandatrükk lehet, mert a kritikus tömeg kezelhetetlenül nagy lenne. Néhány történész megkérdőjelezte a jegyzőkönyvek tartalmi hitelességét, hiszen Heisenberg minden bizonnyal tudta, hogy lehallgatják. Mások szerint az atomrobbantás miatti meglepetése nem lehetett színlelt, vagy hogy ezután már nyíltan beszélhetett, mert a saját tudása a témáról már nem járhatott következményekkel.
Az atombomba program létezését Heisenberg közölhette Niels Bohrral, amikor 1941 szeptemberében Koppenhágában meglátogatta. Korábban életre szólónak látszó barátságuk a látogatás után mindenesetre hirtelen véget ért. Bohr később az amerikaiak Manhattan tervéhez csatlakozott.

### Erkölcsi aggályok?
Ismert, hogy Heisenberg fő támogatója a nemzetiszocialista vezetésen belül Albert Speer birodalmi fegyverkezési miniszter volt, és hogy Speer megkísérelte elvonni a pénzforrásokat az atomfegyver-kutatásoktól. Emiatt még más nemzetiszocialista vezetőkkel is konfliktusba keveredett. Az SS ezért a háta mögött juttatott pénzt atomprogramokra.
Mindebből sokan azt a következtetést vonták le, hogy Heisenbergnek erkölcsi aggályai voltak és szándékosan igyekezett lassítani a programot. Heisenberg is ezt a képet igyekezhetett festeni a háború után és ennek az interpretációnak az alapján készült Thomas Power Heisenberg's War ("Heisenberg háborúja") című könyve és Michael Frayn darabja, a Koppenhága. Mindez részben azon a tényen alapszik, hogy Heisenberg olyan módon ecsetelte a programot Speernek, amely nem keltette fel az érdeklődését és nem nyitotta ki a pénzcsapokat. Ugyanakkor Samuel Goudsmit, a későbbi Alsos projekt vezetője ezt annak tudta be, hogy Heisenberg maga sem volt meggyőződve az atombomba megvalósíthatóságáról.
Heisenberg egy 1943-as levele a holland tudós Hendrik Casimirnek német nacionalistának mutatja: "A történelem nyújt legitimációt Németországnak, hogy kormányozza Európát és később a világot. Csak egy olyan nemzet tudja fenntartani magát, amely könyörtelenül kormányoz. A demokrácia nem gyűjthet elég energiát ahhoz, hogy Európát kormányozhassa. Így csak két lehetőség marad: Németország, vagy Oroszország, és Európa német vezetés alatt talán a kisebbik rossz."

### A Bohr-levél
Miután a Koppenhága című film 2002-ben újra felkeltette az érdeklődést a téma iránt, a Niels Bohr Levéltár  februárban közzétette Bohr egy 1957-ben Heisenbergnek írt, de el nem küldött levelét. Ebben a szemére hányja, hogy 1941-es beszélgetésükben nem fejezett ki morális aggályt a bombaprogrammal szemben, hogy a korábbi két évben szinte csak ezen dolgozott és meg volt győződve róla, hogy a bomba fogja eldönteni a háború sorsát. A levél reagált Robert Jungk újságíró Ezer napnál tündöklőbben (Brighter than a Thousand Suns) könyvére (1956), amely úgy festette le Heisenberget, mint aki célzatosan, erkölcsi megfontolásokból kisiklatta a német atombomba programot. A cikkben Jungk felhasználta Heisenberg egy levelének egy részletét is a kontextusból kiragadva, holott a levél egésze sokkal kevésbé nyilvánvalóan foglalt el morális álláspontot.
Néhány történész Bohr levelét bizonyítéknak tekintette, hogy Heisenberg morális ellenállásáról szóló korábbi interpretáció téves volt. Mások szerint viszont Bohr teljesen félreérthette Heisenberg szándékait az 1941-es találkozás során, és túl szenvedélyes volt vele szemben. Bizonyítékként Bohr levélnek így nem volt nagy szerepe. (A nagy érdeklődést inkább annak köszönhette, hogy a történészek korábban évekig sürgették a Bohr-levelezés nyilvánosságra hozását, de a család ellenállt ennek az igénynek. Végül a publikáláskor kiderült, hogy a levelek nem tartalmaztak semmilyen lényeges történelmi újdonságot.)

## Művei magyarul
- Változások a természettudomány alapjaiban; ford. Szabó Lajos; Egyetemi Ny., Bp., 1946 (Az Egyetemi Nyomda kis tanulmányai)
- A mai fizika világképe; ford. Morlin Zoltán, bev. Fogarasi Béla; Gondolat, Bp., 1958 (Studium könyvek)
- Válogatott tanulmányok; ford. Morlin Zoltán et al., utószó Nagy Károly; Gondolat, Bp., 1967
- A rész és az egész. Beszélgetések az atomfizikáról; ford. Falvay Mihály, utószó Marx György; Gondolat, Bp., 1975
- A részben az egész. Válogatott írások; vál., bev., jegyz. Vincze Mária; Kriterion, Bukarest, 1982 (Téka)

### Heisenberg–Bohr beszélgetés az atombombáról, Heisenberg és a német atomprogram
- Werner Heisenberg és Niels Bohr beszélgetése Koppenhágában (Teller Ede, Wigner Jenő és Gábor Dénes emlékei), Fizikai Szemle, 2002/3. 76. o.
- Balogh Vilmos Szilárd: Gyertyák a ház előtt, Mérleg, 1997/2, 202-218. o.
- Bencze Gyula: Fizikusok II., Természet Világa, 2000/11.
- Bencze Gyula: Valóban megoldódott a koppenhágai rejtély?, Természet Világa, 2002/6.
- A német uránprogram (Alvin M. Weinberg és Hans Bethe cikkei Heisenberg szerepéről), Fizikai Szemle 2000/10. 354. o.